# 琴江
琴江，是中国长江流域的一条河流，发源于石城县，汇入梅江，属于赣江水系。河长137千米，流域面积2124平方千米，多年平均流量66立方米每秒。自然落差566米。水能理论蕴藏量4万千瓦。